# Страсть за решёткой (Сверхъестественное)
«Страсть за решёткой» (англ. Caged Heat) — 10-я серия 6-го сезона американского телесериала «Сверхъестественное». Её премьера состоялась 3 декабря 2010 года.

## Сюжет
Дин, Сэм, Кастиэль с помощью демона Мэг решили убить Кроули, не желавшего вернуть душу Сэма, для чего они проникли в здание, где Кроули держал пленных альфа. Там на них напали адские псы и убили демонов-сообщников Мэг. Тогда Мэг с помощью ангельского меча вступила в схватку с псами.
Вскоре выяснилось, что Сэмюэль Кемпбелл предал братьев, сообщив обо всём Кроули. Дина и Сэма схватили и поместили в клетку с намерением их вскоре убить, но им удалось освободиться.
Когда с псами было покончено, на Мэг нападает Кристиан Кемпбелл. Он пытает её, но недолгое время спустя братья его убивают.
В конечном итоге вернуть душу не удалось, но Кастиэль всё-таки убивает Кроули, сжигая его кости. Сразу после этого Мэг исчезает, понимая, что следующей, кого убьют братья, станет она.

## В ролях
- Джаред Падалеки — Сэм Винчестер;
- Дженсен Эклс — Дин Винчестер;
- Миша Коллинз — Кастиэль;
- Марк Шеппард — Кроули;
- Митч Пиледжи — Сэмюэль Кемпбелл;
- Корин Немек — Кристиан Кемпбелл;
- Рэйчел Майнер — Мэг Мастерс.

## Отзывы
IGN оценил серию на 8,5 из 10 баллов. Было отмечена мрачность и из-за обстановки, и из-за того, что действие происходит ночью. Также было положительно отмечено неожиданное сотрудничество Мэг и братьев Винчестер. Автор рецензии с сожалением отметила гибель Кроули, так как, по её мнению, это один из лучших злодеев сериала, но признала, что сериал должен развиваться дальше. TV Fanatic оценил серию на 4,1 балла из 5 и отметил, что серия хоть и не является прорывной для сериала, но тем не менее довольно добротно смотрится. Так же была отмечена сюжетная линия Мэг, которая давно не появлялась. TV equals назвал серию ошеломительной. Было заявлено, что теперь сюжет Сверхъестественного будет развиваться по непредсказуемой линии, и это больше всего импонирует автору рецензии. The A.V. Club отметил, что одним из ярких персонажей серии была Мэг. Tvovermind.com добавил, что сериал прогрессирует и данный сезон лучше предыдущего, а также то, что эта серия лучшая в сезоне. GeekPeeks назвал серию в целом неплохой, но отметил ряд минусов. Fear.net назвал серию чрезвычайно жёсткой.